# تيلمان ناغل
تيلمان ناغل (بالألمانية: Tilman Nagel)‏ هو مترجم ألماني، ولد في 19 أبريل 1942 في كوتبوس في ألمانيا.